# 郝天挺 (金朝)
郝天挺（1161年—1217年），字晋卿，泽州陵川县（今山西省陵川县）人。

## 生平
生于1161年（金世宗大定元年、宋高宗绍兴三十一年），體弱多病，“读书不为艺文，选官不为利养”，两举进士不第，于是不事科举，以教授为业。卒于1217年（金宣宗贞祐五年、宋宁宗嘉定十年），年六十七岁。元好问是他的學生。

## 家族
有孫郝經。